# Pierre Kuijpers
Pierre Kuijpers (* 1945 in Thorn, Niederlande) ist ein niederländischer Dirigent und Oboist.

## Leben
Kuijpers studierte Oboe und Dirigieren am Konservatorium in Tilburg und Conservatorium Maastricht. Seine Abschlussprüfung als Dirigent legte er bei Professor Rocus van Yperen am Koninklijk Conservatorium Den Haag ab. Als Oboist spielte er im Orchester der Südniederländischen Oper und im Maastrichter Sinfonieorchester und dirigierte parallel dazu sinfonische Blasorchester im Süden der Niederlande. Im Rahmen eines internationalen Dirigierwettbewerbes in Kerkrade wurde Kuijpers im Jahr 1974 mit dem Goldenen Dirigierstab ausgezeichnet. Bis zum Jahr 1979 arbeitete er als Oboen-Dozent am Conservatorium Maastricht. In den Jahren 1978 bis 2008 war er in Eindhoven Dirigent des Sinfonischen Blasorchesters der Philips-Werke. Von 1986 bis 1995 leitete er die Königliche Militärkapelle der Niederlande in Den Haag. Er war bis 2021 Dirigent des Bayer-Blasorchester Leverkusen und von 1997 bis 2011 Dirigent der JungenBläserPhilharmonie Nordrhein-Westfalen (ehemals Landesjugendblasorchester NRW) und wirkt als Gastdirigent sinfonischer Blasorchester in Spanien und regelmäßig als Gastdirigent beim Westdeutschen Rundfunk. Kuijpers wirkte bei zahlreichen Tonträger-Einspielungen mit.

## Werke

### Bücher
- Pierre Kuijpers: The art of conducting. Musica Mundana, Deurne 1992.

### Tonträger (Auswahl)
- The Dutch Royal Military Band. Fono-Schallplattengesellschaft, Laer 1997
- Symphony no. 1 „The Lord of the rings“. CD, Ottavo Recordings, Den Haag, Niederlande, 1989